# Brouillard sur Whitehall
 (mai 2018).
 Brouillard sur Whitehall est le premier album de bande dessinée de la série Une Aventure de Cliff Burton, écrit Rodolphe et dessiné par Frederik Garcia.

## Synopsis
Une série de meurtres sauvages sur des représentants de l'ordre londoniens met Scotland Yard en émoi. Mis sur la piste, le détective Cliff Burton découvre que ces crimes ne sont que la surface d'un complot international bien plus vaste, mené par une dangereuse secte indienne...

## Personnages
- Cliff Burton : détective privé, il est sollicité par Scotland Yard, dès qu'une de leurs enquêtes piétine. Grand, roux, athlétique, il n'a pas froid aux yeux, et se jette souvent à corps perdu dans l'aventure. Célibataire, il cultive ses polyanthas (variété de roses) comme ses propres enfants.
- Sir Scott Dickson : inspecteur de Scotland Yard, il y est le contact récurrent de Cliff Burton. Homme neutre et efficace, c'est toujours à lui qu'il incombe de prendre la responsabilité des échecs que son équipe rencontre.
- Major White : acolyte de l'inspecteur Dickson, il accompagne Cliff Burton dans ses enquêtes sur le territoire britannique.
- La Main Noire : Organisation criminelle, elle se réclame des Thugs, tribu criminelle indienne adorant la déesse Kali.
- Paul : Valet de Cliff Burton, il est discret et serviable. C'est à lui qu'incombe la lourde tâche de s'occuper des roses de Cliff Burton en son absence.
- Sir John Campbell : Membre de la Chambre et délégué aux Affaires Indiennes de la Grande-Bretagne, il est l'ami personnel du Premier Ministre. Ayant reçu un courrier lui annonçant son meurtre prochain, il croit à un canular, mais change rapidement d'avis lorsque Cliff Burton et le Scotland Yard arrivent chez lui pour le surveiller.
- Leonard : Libraire, il est un allié précieux de Cliff Burton, lorsqu'il s'agit de se documenter sur des faits historiques en lien avec son enquête.
- Mr Smith : membre du PID (Political Intelligence Division), il s'allie avec le MI5 et Scotland Yard pour tenter d'arrêter la Main Noire.
- Mr Brown : membre du MI5, il doit s'allier avec le MI5 et Scotland Yard pour chercher à mettre la main sur la Main Noire, et arrêter ses crimes.

## Autour de l'oeuvre
- La première planche de la bande dessinée, illustrant Londres de nuit et les gardes de Whitehall, est un hommage à la bande dessinée La Marque jaune, d'Edgar P. Jacobs, publiée 30 ans plus tôt[1].
- Les Thugs, dangereuse secte indienne contre laquelle lutte Cliff Burton, sont également présents dans le film Indiana Jones et le temple maudit, sorti la même année.

## Éditions
- Brouillard sur Whitehall : Dargaud, 1984 (ISBN 2-205-02693-3)